# Fiordo di Oslo
Il Fiordo di Oslo (Oslofjorden in norvegese) è un fiordo della Norvegia meridionale, sullo Skagerrak; si estende dal 59º al 60º parallelo, per una lunghezza di circa 100 km. Bagna la capitale del Paese, Oslo, situata all'estremità settentrionale del fiordo.

## Geografia
L'Oslofjord si estende da una linea immaginaria tra due fari fino a Langesund a sud e Oslo a nord. L'insenatura è considerata divisa in due parti: la parte interna (Indre Oslofjord) e la parte esterna (Ytre Oslofjord) nel punto lungo 17 km e nello stretto Drøbaksundet. Nel fiordo si trovano diverse isole, le più grandi sono Nøtterøy (59 km²) e Tjøme (39 km²). Alcune isole, nel passato, sono state usate come colonia penale, come nel caso di Bastøy.
Il fiordo è attraversato da un tunnel sottomarino inaugurato nel 2000, l'Oslofjordtunnelen, con una lunghezza di 7,6 km che collega Drøbak a Frogn e Storsand a Hurum.
In tempi storici, questa baia era conosciuta con il nome di Viken ("baia"), che ha dato anche il nome ad una contea creata nel 2020 e soppressa nel 2023. Nonostante il nome, il fiordo di Oslo non è un fiordo in senso geologico: in norvegese, il termine "fiordo" può riferirsi a diversi corpi idrici.

## Storia
Il fiordo fu teatro di un evento chiave nell'invasione tedesca della Norvegia nel 1940. L'invasione prevedeva uno sbarco programmato di 1.000 truppe trasportate via nave a Oslo. Il colonnello Eriksen, comandante della fortezza di Oscarsborg vicino a Drøbak, mantenuta principalmente per scopi storici, affondò l'incrociatore pesante tedesco Blücher nello stretto di Drøbak.
La resistenza della fortezza bloccò la strada per Oslo, ritardando così il resto del gruppo abbastanza a lungo da permettere l'evacuazione della famiglia reale, del governo, del parlamento e del tesoro nazionale. Il risultato fu che la Norvegia non si arrese mai ai tedeschi, lasciando illegittimo il governo di Quisling e permettendo alla Norvegia di partecipare alla guerra come alleato, piuttosto che come nazione conquistata.

## Galleria d'immagini

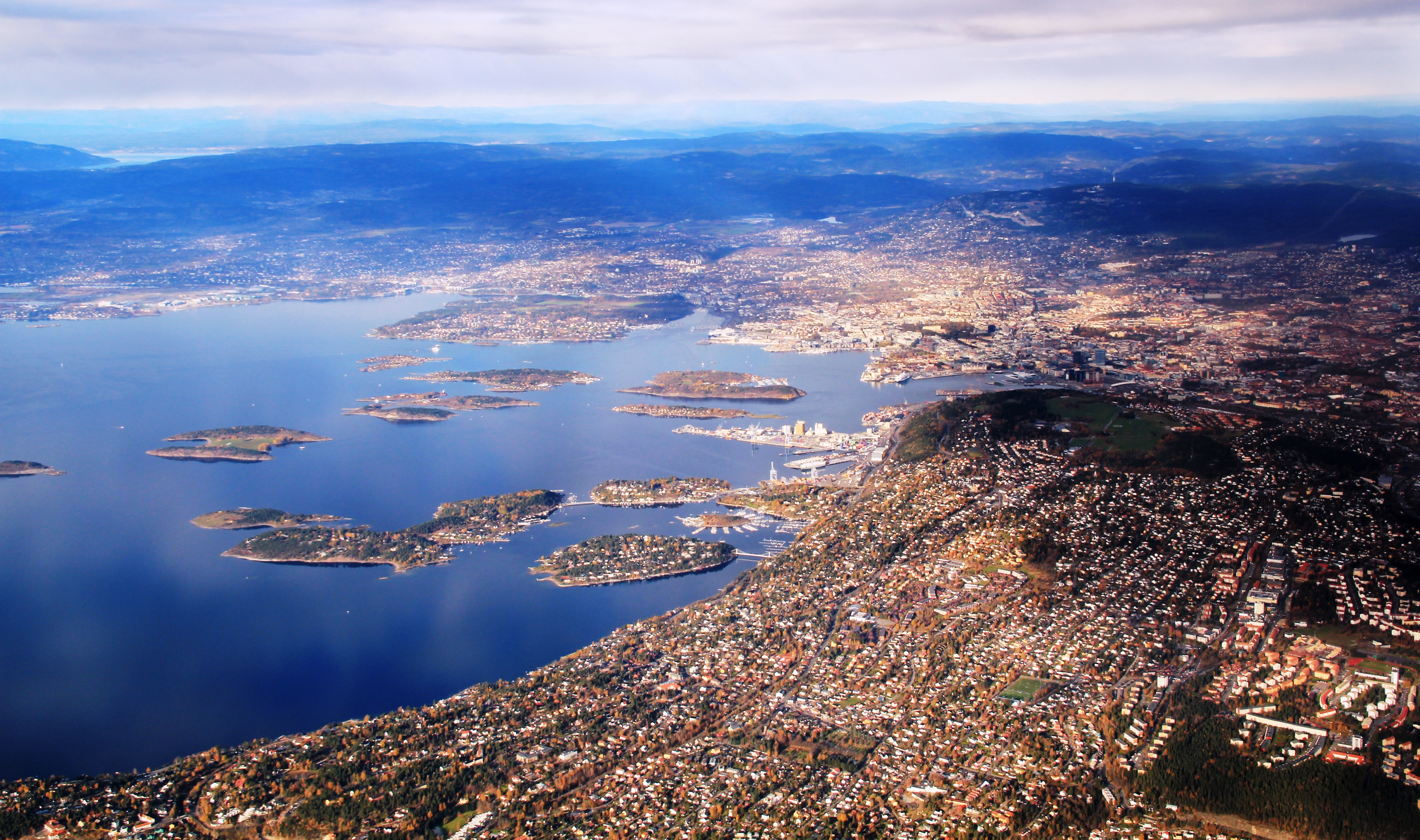
Vista aerea
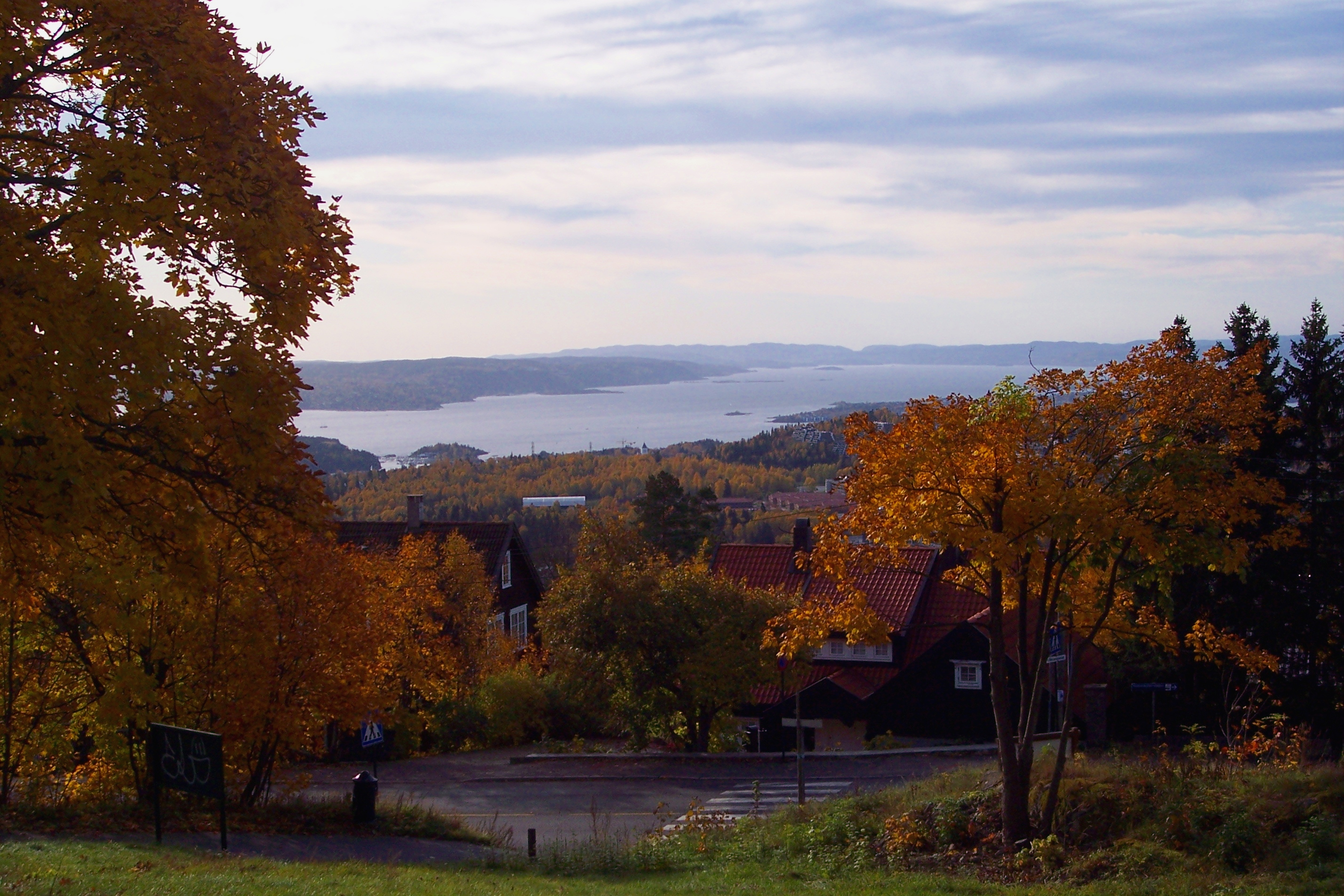
Vista da Holmenkollen
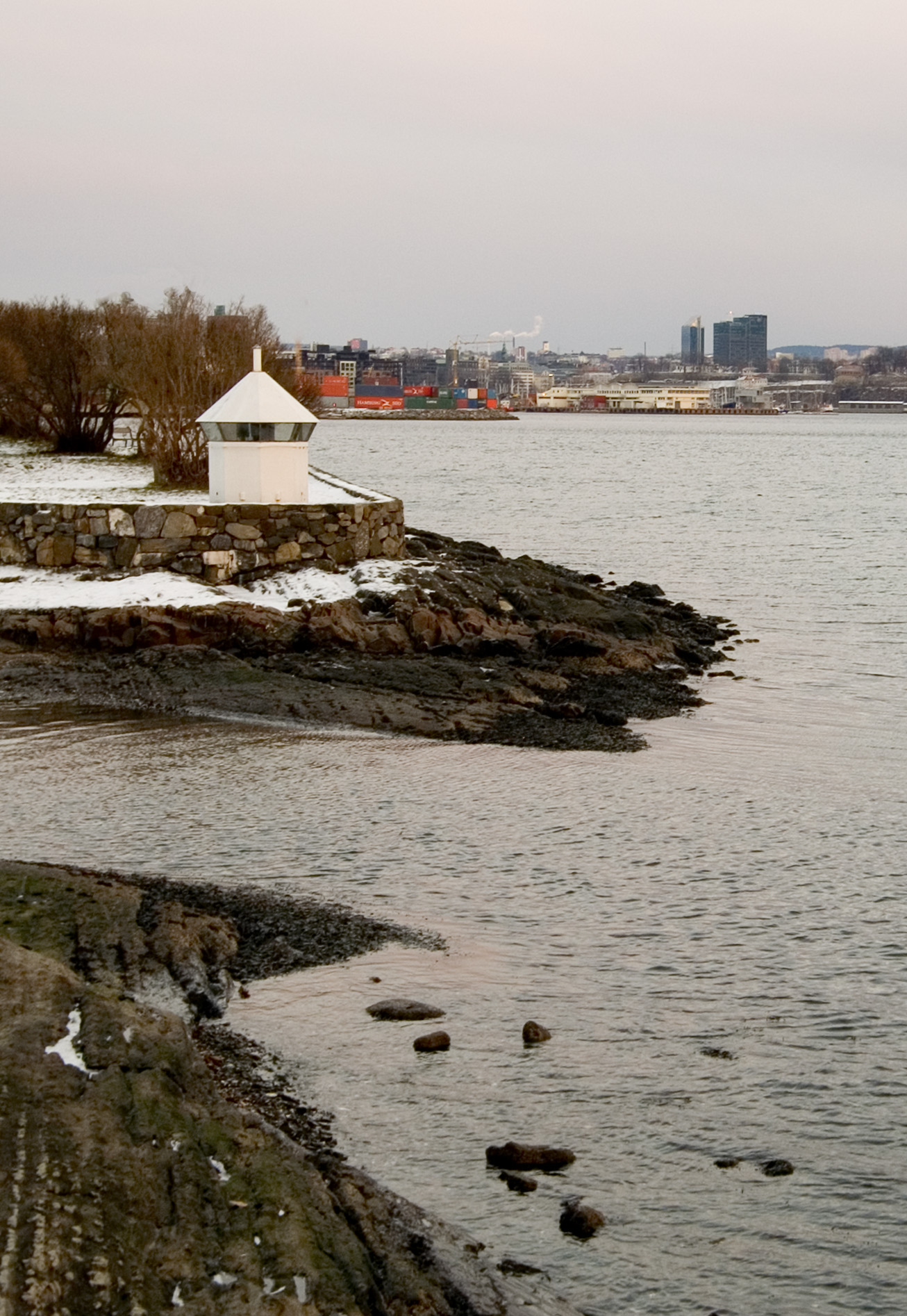
Vista di una piccola penisola del fiordo (sullo sfondo la città di Oslo)